# Michael Ahlefeldt-Laurvig-Bille
Michael Preben greve Ahlefeldt-Laurvig-Bille (født 26. februar 1965 i Svendborg) er en dansk greve, godsejer samt kammerherre, der siden begyndelsen af 1990'erne har drevet Egeskov Slot ved Kværndrup. Som søn af greve Claus Ahlefeldt-Laurvig-Bille overtog han slottet i 1992. Han er 9. generation på slottet.
Ahlefeldt-Laurvig-Bille har højere handelseksamen og er uddannet i landbrug og skovbrug fra uddannelsesinstitutioner i England og Skotland. Under hans ledelse har Egeskov Slot udviklet sig til en stor turistattraktion, der bl.a. er kendt for sin store labyrint og et af Nordens største legetøjsmuseer.
Han er broder til tidligere hofdame Susanne Vind. I 1992 ægtede han Margrethe Kierketerp-Møller, med hvem han har børnene Marie-Sophie (født 1993) og Gregers (født 1995). Den 26. august 2006 ægtede han Caroline Søeborg Ohlsen, men parret blev skilt i år 2016. 
I 2006 blev han hofjægermester. 
Michael Ahlefeldt-Laurvig-Bille har siden 2017 dannet par med prinsesse Alexandra af Berleburg.Den 18. maj 2019 blev parret gift i Svendborg.